# Basse-Terre
Basse-Terre (en criollo guadalupeño, Bastè) es una comuna francesa situada en el departamento y la región de Guadalupe.

## Historia
En 1635 parte de San Cristóbal y Nieves una expedición en busca de un lugar de implantación duradero en Guadalupe.
Con el desencadenamiento de la guerra de exterminación del Caribe por Charles de L'Olive, los dominicos llegan para evangelizarlos, se disocian de esta empresa, y obtienen una concesión.

## Geografía
La ciudad de Basse-Terre se sitúa al suroeste de la isla Basse-Terre, y al pie del volcán de la Soufrière.
La Grande Soufrière, el pico más alto en las Antillas Menores, se localiza en la isla. Llega a los 1467 m de altura y es un volcán activo.

### Clima
Aunque resulta complicado medir las precipitaciones en períodos cortos, Basse-Terre tuvo la mayor cantidad de precipitaciones en el menor período según el Libro Guinness de los Récords de 2005. El 26 de noviembre de 1970, 38 mm de lluvia precipitaron en un minuto en Basse-Terre.